# Mahovi
Mahovi (znanstveno ime Bryophyta) so drobne mehke rastline, ki navadno dosežejo od enega do deset centimetrov višine, lahko pa tudi več. Pogosto rastejo tesno skupaj v gručah ali preprogah na vlažnih ali senčnih krajih. Nimajo niti cvetov niti semen, njihovi »listi« pa pokrivajo tanka nitasta »stebelca«. Mahovi na svojih stebelcih občasno razvijejo kapsule s sporami. Le gametofit (zeleni del) ima razvite rizoide (nekakšen koreninski sistem), kavloide (stebelce) in filoide (listki). Prevajalne elemente lahko imata obe generaciji, tako gametofitska kot sporofitska. 

## Pregled
Botanično so mahovi briofiti in nižje rastline. Od na videz podobnih jetrnjakov (Marchantiophyta ali Hepaticae) jih lahko ločimo po večceličnih rizoidih. Druge razlike niso vedno prisotne, vendar pa gre ob prisotnosti dobro diferenciranega »stebla« in »listov«, odsotnosti segmentiranih ali izrazito režnjatih listov in odsotnosti v treh ravneh urejenih listov najverjetneje za mah.
Deblo Bryophyta je v preteklosti vključevalo ne le mahove, temveč tudi jetrnjake in rogačarje. V sodobnih klasifikacijah sta obe skupini briofitov najpogosteje samostojno deblo.  
Mahove poleg odsotnosti žilnega sistema odlikuje življenjski krog s prevladujočim gametofitom. To pomeni, da so celice rastline večji del življenjskega kroga haploidne. Sporofiti (tj. diploidno telo) so kratkoživi in odvisni od gametofita. Nasprotno pri večini višjih rastlin in živali prevladuje diploidna generacija. Tako npr. pri cevnicah predstavljata haploidno generacijo pelod ter jajčna celica in še nekaj struktur v plodnici pestiča, medtem ko je večini poznana oblika rastline, ki razvije cvet, diploidna generacija. Mahovi so pionirski organizmi, kar pomeni, da poleg lišajev prvi naselijo popolnoma gola tla. Prehrambno niso pomembni, saj imajo sekundarne metabolite, ki preprečujejo objedanje. Človek uporablja šoto, ki je ostanek nepopolnega preperevanja mahu. Mahovi so večinoma kopenski, a za svoj razvoj potrebujejo vlažno okolje. Pomembni so tudi kot zatočišče za majhne živali. 

## Razmnoževanje
Za razmnoževanje mahov je značilna izmenjava generacij- metageneza, v kateri se izmenjujeta diploidna (sporofitska) in haploidna (gametofitska) generacija. Prevladujoča generacija je spolna (gametofit), predstavlja jo zeleni del rastline, v katerem nastajajo spolne celice (gamete). Moške gamete (spermatozoidi) nastajajo v anteridijih (moških gametangijih), ženske gamete (jajčne celice) pa v arhegonijih (ženskih gametangijih). Jajčna celica kemotaktično privlači spermatozoide. Za oploditev je potrebna voda. Po združitvi celic nastane spojek (zigota), iz katerega zraste nespolna generacija (sporofit) neposredno na spolni generaciji. Sporofit je s spodnjim, sesalnim delom pritrjen v tkivo gametofita. Na vrhu peclja nosi različno oblikovano puščico, kjer nastajajo trosi. Sporofit (nespolna generacija) je prostorsko in vsaj delno prehrambno vezan na gametofit, ta odnos imenujemo gonotrofija.  